# Mount Roper
Mount Roper är ett berg i Antarktis. Det ligger i Östantarktis. Nya Zeeland gör anspråk på området. Toppen på Mount Roper är 3 096 meter över havet. Roper ingår i Royal Society Range.
Terrängen runt Mount Roper är bergig åt nordost, men åt sydväst är den kuperad. Trakten är obefolkad. Det finns inga samhällen i närheten. 